# Sompuis
Sompuis est une commune française, située dans le département de la Marne en région Grand Est.

## Géographie
| Soudé          | Coole       | Maisons-en-Champagne, Blacy |
| Poivres (Aube) | Sompuis     | Glannes                     |
| Trouans (Aube) | Humbauville |                             |

### Hydrographie
La commune est dans la région hydrographique « la Seine de sa source au confluent de l'Oise (exclu) » au sein du bassin Seine-Normandie. Elle est drainée par le Puits,.
Le Puits, d'une longueur de 33 km, prend sa source dans la commune  et se jette  dans l'Aube à Ortillon, après avoir traversé onze communes. 

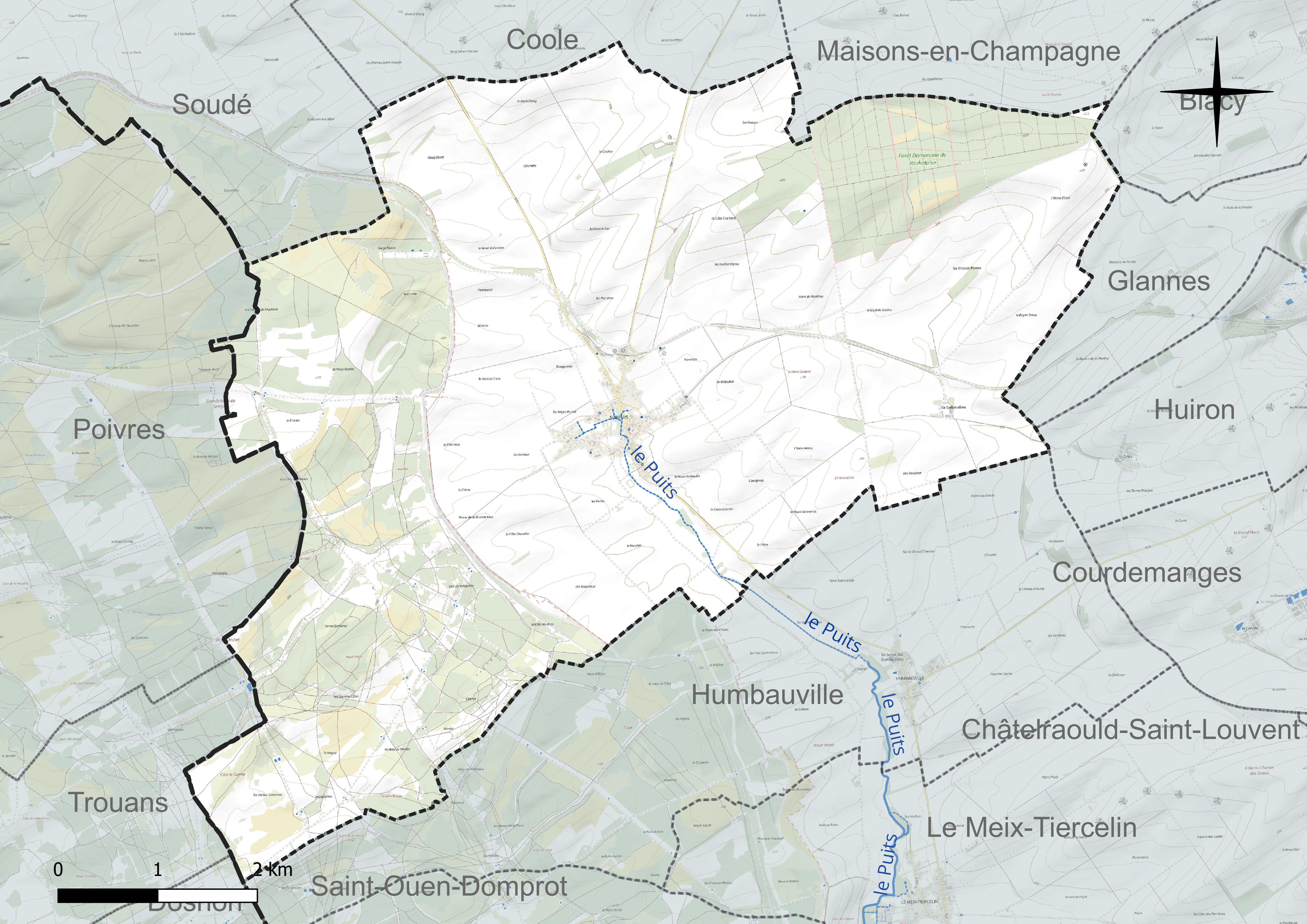
Réseau hydrographique de Sompuis.

### Climat
Pour des articles plus généraux, voir Climat du Grand Est et Climat de la Marne.
En 2010, le climat de la commune est de type climat océanique dégradé des plaines du Centre et du Nord, selon une étude du Centre national de la recherche scientifique s'appuyant sur une série de données couvrant la période 1971-2000. En 2020, Météo-France publie une typologie des climats de la France métropolitaine dans laquelle la commune est exposée à un climat océanique altéré et est dans la région climatique  Nord-est du bassin Parisien, caractérisée par un ensoleillement médiocre, une pluviométrie moyenne régulièrement répartie au cours de l’année et un hiver froid (3 °C). 
Pour la période 1971-2000, la température annuelle moyenne est de 10,5 °C, avec une amplitude thermique annuelle de 15,7 °C. Le cumul annuel moyen de précipitations est de 742 mm, avec 11,9 jours de précipitations en janvier et 8,4 jours en juillet. Pour la période 1991-2020, la température moyenne annuelle observée sur la station météorologique de Météo-France la plus proche, « Dosnon », sur la commune de Dosnon à 13 km à vol d'oiseau, est de 11,0 °C et le cumul annuel moyen de précipitations est de 698,3 mm. 
La température maximale relevée sur cette station est de 41,6 °C, atteinte le 25 juillet 2019 ; la température minimale est de −25,8 °C, atteinte le 14 février 1956,,. 
Les paramètres climatiques de la commune ont été estimés pour le milieu du siècle (2041-2070) selon différents scénarios d'émission de gaz à effet de serre à partir des nouvelles projections climatiques de référence DRIAS-2020. Ils sont consultables sur un site dédié publié par Météo-France en novembre 2022.

## Urbanisme

### Typologie
Au 1er janvier 2024, Sompuis est catégorisée commune rurale à habitat dispersé, selon la nouvelle grille communale de densité à sept niveaux définie par l'Insee en 2022.
Elle est située hors unité urbaine et hors attraction des villes,.

### Occupation des sols
L'occupation des sols de la commune, telle qu'elle ressort de la base de données européenne d’occupation biophysique des sols Corine Land Cover (CLC), est marquée par l'importance des territoires agricoles (60 % en 2018), une proportion sensiblement équivalente à celle de 1990 (60,5 %). La répartition détaillée en 2018 est la suivante : 
terres arables (60 %), milieux à végétation arbustive et/ou herbacée (30,5 %), forêts (8 %), zones urbanisées (1,4 %). L'évolution de l’occupation des sols de la commune et de ses infrastructures peut être observée sur les différentes représentations cartographiques du territoire : la carte de Cassini (XVIIIe siècle), la carte d'état-major (1820-1866) et les cartes ou photos aériennes de l'IGN pour la période actuelle (1950 à aujourd'hui).

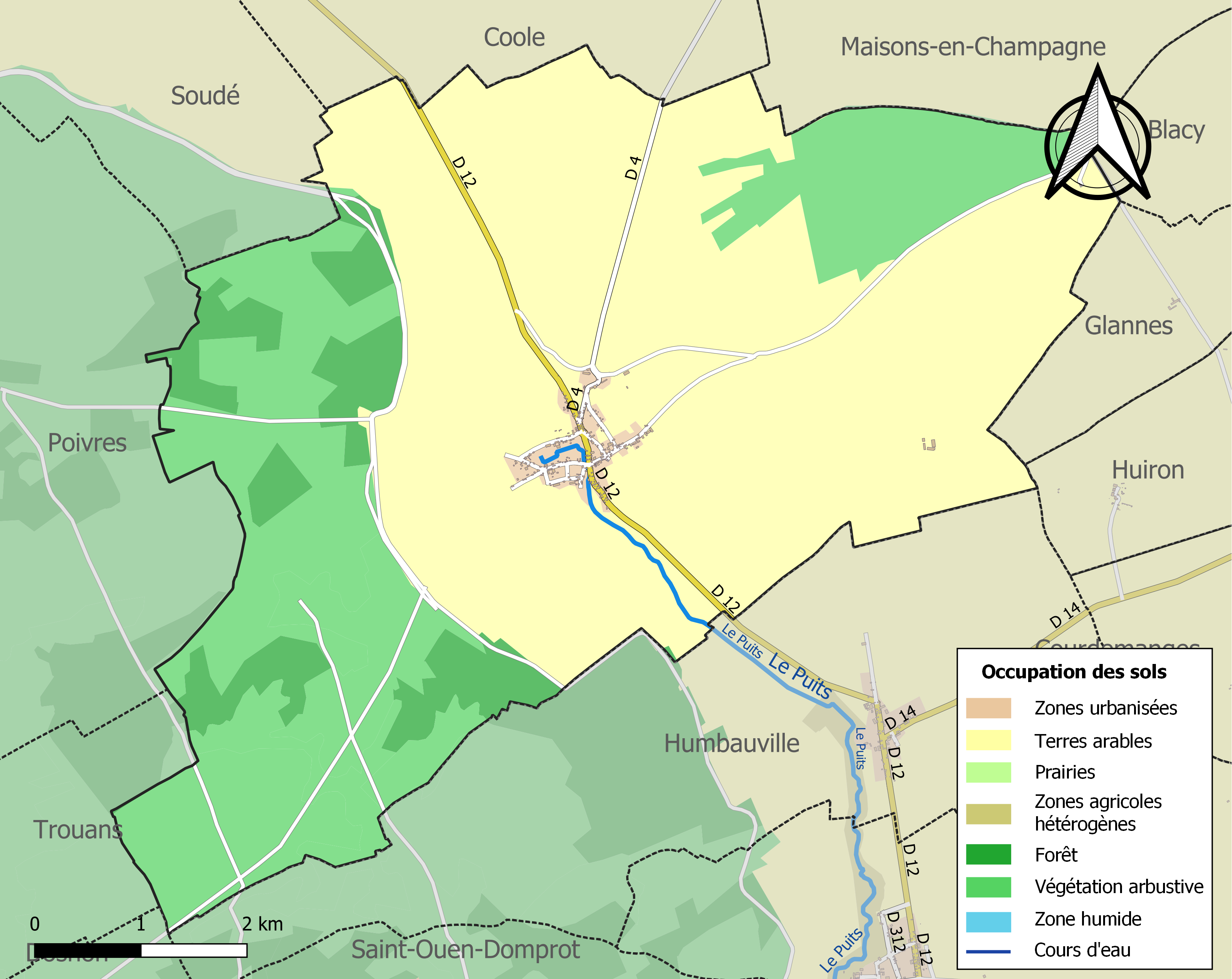
Carte des infrastructures et de l'occupation des sols de la commune en 2018 (CLC).

## Toponymie
Le nom de la localité est attesté sous les formes Ad Summos Puteos (921) ; Summus Puteus (1107) ; Sumpuis (1130) ; « Johannes, miles de Sancto Puteo » (1180) ; In territorio de Summis Puteis (1185) ; Sommepuy (1217) ; Summepui (1218) ; Sompuis, Sumpui (vers 1222) ; Somppuy (1332) ; Sompuys (1494) ; Sonpuis (1509) ; Summus Petrus (1542) ; Sompuits (1680) ; Sommepuis (1845).

Dans la toponymie locale, les lieux appelés somme désignent une « source », pour Sompuis, « source du Puis » (affluent de l'Aube, affluent de la Seine). Ce nom est dérivé du latin summus ou summa (« point le plus haut ») ; la source étant le point le plus haut de la vallée.

## Politique et administration
| Période                                  | Période                      | Identité                                     | Étiquette | Qualité                     |
| ---------------------------------------- | ---------------------------- | -------------------------------------------- | --------- | --------------------------- |
| Les données manquantes sont à compléter. |                              |                                              |           |                             |
| avant 1877                               | après 1879                   | Pothier                                      |           |                             |
| 1989                                     | mars 2014                    | Christian Lemoine                            |           | Officier du mérite agricole |
| mars 2014                                | En cours (au 4 juillet 2014) | Éric Chaverou réélu pour le mandat 2020-2026 |           |                             |

## Démographie
L'évolution du nombre d'habitants est connue à travers les recensements de la population effectués dans la commune depuis 1793. Pour les communes de moins de 10 000 habitants, une enquête de recensement portant sur toute la population est réalisée tous les cinq ans, les populations de référence des années intermédiaires étant quant à elles estimées par interpolation ou extrapolation. Pour la commune, le premier recensement exhaustif entrant dans le cadre du nouveau dispositif a été réalisé en 2004.

En 2022, la commune comptait 264 habitants, en évolution de −12,58 % par rapport à 2016 (Marne : −1,19 %, France hors Mayotte : +2,11 %).
| 1793 | 1800 | 1806 | 1821 | 1831 | 1836 | 1841 | 1846 | 1851 |
| ---- | ---- | ---- | ---- | ---- | ---- | ---- | ---- | ---- |
| 663  | 635  | 607  | 559  | 589  | 595  | 571  | 501  | 512  |

| 1856 | 1861 | 1866 | 1872 | 1876 | 1881 | 1886 | 1891 | 1896 |
| ---- | ---- | ---- | ---- | ---- | ---- | ---- | ---- | ---- |
| 502  | 486  | 476  | 453  | 458  | 611  | 449  | 429  | 412  |

| 1901 | 1906 | 1911 | 1921 | 1926 | 1931 | 1936 | 1946 | 1954 |
| ---- | ---- | ---- | ---- | ---- | ---- | ---- | ---- | ---- |
| 433  | 392  | 382  | 363  | 365  | 362  | 342  | 335  | 347  |

| 1962 | 1968 | 1975 | 1982 | 1990 | 1999 | 2004 | 2006 | 2009 |
| ---- | ---- | ---- | ---- | ---- | ---- | ---- | ---- | ---- |
| 318  | 301  | 278  | 287  | 301  | 292  | 284  | 277  | 266  |

| 2014 | 2019 | 2022 | - | - | - | - | - | - |
| ---- | ---- | ---- | - | - | - | - | - | - |
| 302  | 270  | 264  | - | - | - | - | - | - |

## Culture locale et patrimoine

### Lieux et monuments
- L'église Saint-André, datée du XIIIe siècle et remaniée aux XVe-XVIe et eu XVIIIe. L'édifice est protégé depuis 1932, par un classement au titre des Monuments Historiques[24].
- L'ouest du territoire de la commune est occupé par le camp militaire de Mailly.

### Personnalités liées à la commune
- Pierre-Paul Royer-Collard, né à Sompuis dans la Marne le 21 juin 1763 mort à Châteauvieux le 4 septembre 1845, est un homme politique libéral et philosophe français.
- Son frère Antoine-Athanase Royer-Collard, médecin aliéniste.
- Gaspard Camille Imgarde de Leffemberg, né à Sompuis le 28 février 1821, est procureur général près la cour d'appel de Paris de 1871 à 1879.
- Géo Lefèvre, né en 1877 et décédé en 1961, enterré dans le village natal de son épouse Suzanne, est un journaliste sportif français, cofondateur du Tour de France.

### Héraldique
| Armes de Somme-Vesle | Les armes de la commune se blasonnent ainsi : d'argent au lion de sable, au lambel de cinq pendants d'or brochant, à la bordure engrêlée de gueules, au chef aussi d'or chargé, à dextre, d'une merlette aussi de sable et, à senestre, de trois falots aussi de gueules. |